# Spilosoma malagasicum
Spilosoma malagasicum är en fjärilsart som beskrevs av Watson och Goodger. Spilosoma malagasicum ingår i släktet Spilosoma och familjen björnspinnare. Inga underarter finns listade i Catalogue of Life.